# Game & Wario
Game & Wario (ゲーム&ワリオ, Gēmu ando Wario) é um jogo eletrônico da série Wario publicado pela Nintendo para o Wii U. Desenvolvido pela Nintendo Software Planning & Development e pela Intelligent Systems, o jogo foi lançado em 2013. O jogo originalmente acompanharia o console. O título do jogo é uma referência à série portátil Game & Watch.

## Jogabilidade
O jogo apresenta dezesseis mini-games, sendo doze deles para um jogador (dois dos quais podem ser jogados com dois jogadores) e quatro exclusivamente multiplayers para até cinco jogadores. O jogo usa exclusivamente o Wii U GamePad sem necessidade de Wii Remotes adicionais. Durante o jogo, os jogadores podem ganhar fichas que podem ser usadas para desbloquear brinquedos e mini-games adicionais.

## Enredo
Wario assistia televisão em sua casa e logo começou a mudar os canais, quando ele viu um anuncio de um novo console de video game.Sem perder tempo, Wario teve uma ideia: desenvolver um jogo de minigames de sua empresa para o video game.Ele chama todos os seus amigos(Mona, Jimmy T., Dribble, Spitz, Kat, Ana, Penny, Dr. Crygor, Ashley, 9-Volt, 18-Volt, e entre outros) para desenvolver varios minigames de acordo com seu tema.